# Элам
Эла́м или Ела́м (шум. Ним, аккад. Эламту, самоназвание — Haltamti) — историческая область и древнее государство (3 тысячелетие — середина VI в. до н. э.) на юго-западе современного Ирана (провинции Хузестан и Лурестан).
Центр (столица) — город Сузы.
К началу нашей эры эламиты ещё сохраняли своё этническое своеобразие и присутствовали в Иерусалиме на праздновании дня Пятидесятницы.

## Эламский язык

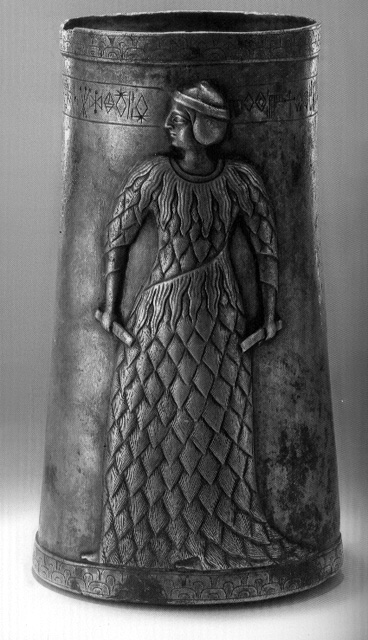
Серебряный кубок конца 3-го тысячелетия до н. э. из Марвдаште, Парс в Иране, с линейной эламской надписью

Лингвистически эламский язык являлся изолятом, хотя существуют гипотезы о его родстве с дравидийскими или афразийскими языками. С точки зрения грамматики — это агглютинативный, эргативный язык. Обычный порядок слов — SOV (подлежащее — дополнение — сказуемое). В качестве письменности изначально использовалось протоэламское пиктографическое письмо, с XXIII в. до н. э. — эламское линейное письмо, затем — клинопись.

## Описание
Эламом в древности называлась низменная, а в средней и верхней части — горная долина рек Каруна и Керхе, вливавшихся в высохшую теперь лагуну Персидского залива восточнее р. Тигр, а также окрестные горные районы — по крайней мере, нынешние иранские области Хузистан и Фарс, а, может быть, и более отдалённые (на восток). В самих эламских текстах страна называется Hatamti; встречается и Hal-tamti — форма, возможно, более архаичная (ср. элам. hal «страна»).
В III тысячелетии до н. э. из шумеро-аккадских источников известен целый ряд эламских городов-государств: Шушен (Сузы), Аншан (Анчан), Симашки, Б/Парахсе (позже Мархаши), Адамдун (по-видимому, шумерская форма термина Hatamti) и многие другие.
Во II тысячелетии до н. э. важнейшими составными частями Элама были Шушен (Шушун) и Анчан; эламские цари неизменно указывают эти два города в своей титулатуре. Шушен — это Сузы греческих авторов, хорошо исследованное городище между Каруном и Керхе, поселение, восходящее к IV тысячелетию до н. э.; Анчан — это городище Тепе-Мальян недалеко от совр. Шираза в Фарсе.

## История и цари Элама
Историю Элама можно условно разделить на три периода, охватывающих более двух тысячелетий. Период до первого известен как протоэламский.
- Протоэламский период: 3200 год до н. э. — 2700 год до н. э.[5], протекавший локально в Сузах.
- Старый эламский период: 2700 год до н. э. — 1600 год до н. э., ранний период, проходивший до прихода к власти в Сузах династии Эпарти.
- Ближний эламский период: 1500 год до н. э. — 1100 год до н. э., период до вавилонского вторжения в Сузы.
- Неоэламский период: 1100 год до н. э. — 539 год до н. э., период характерного иранского и сирийского влияния. В 549 году до н. э. Элам завоевали персы, при этом они настолько адаптировали культуру порабощённой страны, что Иосиф Флавий (ок. 37 года н. э. — ок. 100 года н. э) даже называл эламитов предками персов (ИД кн.1, гл.6:4).

### Аванская династия
Первые сведения о государстве Элам относятся примерно к концу XXVII — первой половине XXVI века до н. э., когда в Северном Двуречье властвовали цари Авана. Около 2500 г. до н. э. правители шумерского города Киш сумели избавиться от эламского господства. В это время в Аване утвердилась новая династия, основателем которой был, вероятно, Пели. Впрочем, история этого времени известна очень плохо. Около 2300 г. до н. э. Элам был покорён Аккадским государством, но аккадцы не сумели удержать страну в своей власти и вынуждены были на несколько лет её оставить. Новый аккадский царь Римуш смог вновь захватить Элам и полностью опустошить страну. Тем не менее, царям Аккада, несмотря на ряд походов, вероятно, не удалось по-настоящему покорить Элам, и наследник Маништушу, царь Нарам-Суэн, в конечном счёте, заключил с эламитами письменный договор, по которому Элам обязался согласовывать свою внешнюю политику с Аккадским царством, но сохранил внутреннюю независимость. Это первый известный нам в мировой истории международный договор. Он написан по-эламски, но аккадской клинописью, которая с этого времени начала распространяться и в Эламе. При последнем представителе Аванской династии, Кутике-Иншушинаке, когда Аккад сам пал под натиском племен гутиев, Элам вернул себе независимость. Но гутии напали и на Элам, в результате чего государство распалось на несколько отдельных областей. Только через сто лет страна сумела воссоединиться, и началось новое возвышение Элама под властью царей династии Симашки.

### Династия Симашки
Вскоре после полного распада Аванского царства Элам был завоёван урским царём Шульги. В течение нескольких десятилетий страна управлялась шумерскими чиновниками. Только при урском царе Шу-Суэне появились сведения, что в эламском городе Симашки правит некий царь Гирнамме. Преемник Гирнамме — Энпилухан — смог отделиться от Ура и захватил города Аван и Сузы. Хотя сам Энпилухан был вскоре пленён шумерским войском, Элам к тому времени полностью сбросил с себя власть шумеров. Урские гарнизоны повсюду изгонялись, а самим шумерам пришлось вскоре бежать из страны. Под властью царя Хутрантемпти эламиты начали совершать набеги на территорию Междуречья и вскоре смогли отомстить Уру за их владычество в Эламе. Последний царь III династии Ура Ибби Суэн был низложен при помощи эламских войск, после чего эламские гарнизоны были размещены в Уре и других крупных городах Шумера. Тем не менее, им пришлось уйти оттуда через несколько лет. При царе Идатту I правители Симашки подчинили своей власти весь Элам. Однако процветание эламского государства продолжалось менее полувека. Вскоре цари Симашки стали терять своё могущество, и примерно в первой половине XIX века до н. э. власть над Эламом перешла к новой династии Суккаль-махов.

### Династия Суккаль-махов (Эпартидов)
Основатель династии — некий Эпарти — был выходцем из низов, получившим власть над страной не по наследству, а в результате борьбы. Потомки Эпарти, особенно царица Шильхаха, сумели существенно укрепить царскую власть и усилить Эламское государство. Структура власти в Эламе представляла тогда своего рода триумвират. В стране существовало одновременно три правителя: 1) суккаль Суз, 2) суккаль Элама и Симашки, 3) суккаль-мах. Царем страны фактически считался суккаль-мах, его резиденция находилась в Сузах. После его смерти на эламской престол обычно вступал суккаль Элама и Симашки. Обычно это был брат покойного. А суккалем Суз (правителем столицы) суккаль-мах ставил своего старшего сына. Таким образом, власть в Эламе переходила не от отца к сыну, как это было принято тогда в остальных государствах, а от старшего брата к младшему. О политической истории династии Суккаль-махов до нас дошли только отрывочные сведения. Элам тогда вел войны с Вавилоном и прочими городами Месопотамии с переменным успехом. В начале XV века до н. э. династия Суккаль-махов внезапно пресеклась. Неизвестно почему, но можно предположить, что Элам был завоеван касситами. Только через столетие Элам смог вновь вернуть себе независимость под властью царей Аншана и Суз.

### Династия царей Аншана и Суз (Игехалкиды и Шутрукиды)
Это, несомненно, наиболее славный период эламской истории, оставивший также наибольшее количество археологических памятников — в частности, знаменитый зиккурат Дур-Унташ (ныне Чога-Замбиль), построенный при царе Унташ-Напирише.
Новой эламской династии, видимо, удалось в это время сломить сепаратизм местной знати и укрепить центральную власть. С начала XIII в. до н. э. начинается новая серия эламских завоеваний. Эламитам удалось захватить обширную область на реке Дияле, в том числе и город Эшнунну (при царе Унташ Напирише, вступившем на царство в 1275 г. до н. э.). Через эту область проходили караванные пути из Двуречья на нагорья Ирана. Эти победы эламитов содействовали кризису касситской династии в Вавилонии и полному освобождению Элама из-под вавилонской власти.
При царе Китен-Хутране (начал царствовать в 1235 г. до н. э.) было совершено два завоевательных похода на Вавилонию, взят Ниппур, а затем Исин. Но все попытки эламского правителя укрепиться в Вавилонии были сорваны ассирийским царем Тукульти-Нинуртой I, который сам был заинтересован в гегемонии над Вавилоном, в чём преуспел намного больше эламского царя. Вскоре после смерти Китен-Хутрана в Эламе к власти приходит новая династия — Шутрукидов, названная по имени царя Шутрук-Наххунте. Этот царь в 1160 году совершил победоносный поход на Вавилон, полностью разорив город, взяв с Вавилонии огромную дань. Среди военной добычи была взята знаменитая стела с законами Хамураппи, найденная потом в Сузах археологами. В 1157 году до н. э. касситская династия в Вавилоне окончила своё существование, но Эламу не удалось полностью покорить Вавилонию.
Наивысшего развития Эламская держава достигла при царе Шилхак-Иншушинаке, который значительно расширил эламские владения, особенно в горах Загра и восточнее их. Ему удалось вторгнуться и в Ассирию, где он занял южноассирийский город Экаллате.
После поражения Элама, нанесённого ему Навуходоносором I, царём Вавилона в 1130 году до н. э. (битва на реке Улай), а затем после поражения Вавилонии, нанесённого ей ассирийским царем Тиглатпаласаром I в конце XII века до н. э., обе страны, Элам и Вавилония, испытывают период упадка. Однако Вавилон не теряет значения в качестве объекта завоеваний, Элам же перестаёт упоминаться в текстах на протяжении трёх веков. В Эламе восстанавливается или сохраняется господство местной знати; отсутствие крепкого централизованного государства и крайнюю непрочность царской власти, превратившейся в игрушку борющихся клик знати, мы встречаем и в 1-м тысячелетии до н. э. как характерные черты истории Элама.

### Новоэламская династия
Ниже римскими цифрами отмечены поколения эламских царей:
I. Хумбан-тах-рах (760—742 годы до н. э.), основатель династии, о нём сохранилось мало сведений.
II. Хумбан-никаш (742—717 годы до н. э.), сын предыдущего. Правил во время создания велико-ассирийской державы Тиглатпаласаром III, разбил в 721 году до н. э. при Дере его сына Саргона II.
III. Шутрук-Наххунте II (717—699 годы до н. э.), «сын сестры» Хумбан-никаша. Поддерживал против Саргона II вавилонского царя халдейского происхождения Мардук-апла-иддина II, расширил границы Элама. В 709 году до н. э. Саргон II завоевал Вавилонию, а его сын Синаххериб в 702 году до н. э. при Кише наголову разбил халдейские и эламские войска. Шутрук-Наххунте II был свергнут своим братом Халлутуш-Иншушинаком II и заключён в темницу.
Халлутуш-Иншушинак II (699—693 годы до н. э.) в 694 году до н. э. разбил при Сиппаре и взял в плен сына Синаххериба, вавилонского царя Ашшур-надин-шуми, вскоре умершего (или убитого) в Эламе. Посадил на вавилонский трон своего ставленника Нергал-ушезиба. В 693 году до н. э. был разбит Синаххерибом при Ниппуре. Нергал-ушезиб попал в плен и был выставлен в Ниневии в клетке у городских ворот. Сам Халлутуш-Иншушинак II бежал на родину, но жители столицы Элама Суз закрыли перед ним городские ворота и убили.
IV. Кутир-Наххунте IV (693—692 годы до н. э.), старший сын Халлутуш-Иншушинака II. При нём Элам претерпел вторжение Синаххериба, сам Кутир-Наххунте был вскоре убит в ходе восстания.
Хумбан-нимена (692—688 годы до н. э.), младший сын Халлутуш-Иншушинака II. В союзе с вавилонянами продолжал борьбу с Ассирией. В 689 году до н. э. был разбит параличём, что побудило Синаххериба выступить в поход на Вавилон, закончившийся разрушением города в том же году
Хумбан-Халташ I (688—681 годы до н. э.), двоюродный брат 2-х предыдущих царей правил мирно, скончался скоропостижно (что не исключает отравления).
Шилхак-Иншушинак II (681—668 годы до н. э.), двоюродный брат 3-х предыдущих царей, правил в Сузах, имел соправителем своего двоюродного брата Хумбан-Халташа II (681—675 годы до н. э.). Оба царя старались жить в мире с ассирийским царём Асархаддоном, сыном Синаххериба, для чего даже пошли на убийство бежавшего в Элам Набу-зер-кити-лишира, сына Мардук-апла-иддина II .
Однако в 675 году до н. э. Хумбан-Халташ II совершил набег на Сиппар, после чего «умер, не обнаружив признаков болезни» — как полагают, был убит ассирийской агентурой.
Ему наследовал родной брат Уртаки (675—663 годы до н. э.), тоже совершивший в конце жизни набег на Вавилонию, где его поддержали местные князья. По возвращении в Элам все они «внезапно умерли» — видимо, были убиты сторонниками Ассирии.
V. Темпти-Хумпан-Иншушинак (ассирийский Те-Умман, 668—653 годы до н. э.), сын Шилхак-Иншушинака II, первоначально правил только в Сузах. После смерти Уртаки захватил его владения. 60 членов царствующего дома Элама, включая 3-х сыновей Уртаки и 2-х сыновей Хумбан-Халташа II, нашли убежище в Ассирии. Совершил успешные походы на проживавшие на окраинах Элама племена (включая «страну злодеев» — возможно, персов). При нём Элам процветал, оправившись от непрерывных войн.
Выступление против Ассирии провозгласившего в 654 году до н. э. свою независимость Египта, поддержанного Лидией, побудило Те-Уммана также начать войну с Ассирией, потребовав выдачи бежавших родственников. Однако ассирийскому царю Ашшурбанапалу удалось заключить мир с Лидией и Египтом, после чего ассирийские войска обрушились на Элам. Близ Суз эламиты потерпели полное поражение. Те-Уммана был взят в плен и казнён на глазах сдавшейся эламской армии. Элам был поделён между нашедшими в Ассирии убежище родственниками Те-Уммана.
Аттахамитти-Иншушинак (653—648 годы до н. э.), двоюродный брат Те-Уммана, умер своей смертью в Сузах.
Хумбан-никаш II (653—651 годы до н. э.), сын Уртаки, поддержал восстание Шамаш-шум-укина в Вавилоне (в 652—648 годах до н. э.). Однако посланное в Вавилонию войско было разбито, а сам Хумбан-никаш II свергнут и казнён со всей семьёй своим братом Таммариту.
Таммариту (653—649 годы до н. э., и в 646 году до н. э.), сын Уртаки. Возобновил в 649 году до н. э. войну с Ассирией, но был свергнут вельможей Индабигашем, бежал, но был захвачен ассирийцами. В 646 году до н. э. посажен ассирийцами на трон Элама, вскоре поднял против них восстание, разбит и взят в плен.
Индабигаш* (649—648 годы до н. э.), не стал помогать уже обречённому Шамаш-шум-укину, но после падения Вавилона отказался выдать Набу-бел-шумате, внука Мардук-апла-иддина II, и других вавилонских беглецов. Вскоре был убит Хумбан-Халташем III.

- По-видимому он, как и правившие позднее Умбахабуа и Па’э, не принадлежал к новоэламской династии

VI. Хумбан-Халташ III (ассирийский Умманалдаш) (648—644 годы до н. э.), сын Аттахамитти-Иншушинака, тоже отказался выдать беглецов из Вавилонии. В 646 году до н. э. во время вторжения ассирийцев укрылся в горах. Царём был провозглашён Умбахабуа, при приближении ассирийцев бежавший «в недра вод отдалённых». Ассирийцы посадили на трон Таммариту, вскоре поднявшего восстание и пленённого ассирийцами.
С уходом ассирийских войск Хумбан-Халташ III вернулся и снова занял престол.
В 645 году до н. э. последовало новое вторжение ассирийцев во главе с самим Ашшурбанапалом. Хумбан-Халташ III был разбит и вновь укрылся в горах. Царём Элама был провозглашен Па’э, вскоре, однако, сдавшийся ассирийцам. Ашшурбанапал разграбил Сузы и жестоко опустошил всю страну.
После ухода ассирийцев Хумбан-Халташ III вернулся в разрушенную Мадакту и заключил мир, согласившись выдать Набу-бел-шумате*. В 640 году до н. э. ассирийцы вторглись вновь и в следующем году сопротивление эламитов было окончательно сломлено. Укрывшийся в горах Хумбан-Халташ III был выдан ассирийцам местными племенами.

- Покончил с собой, ассирийцам выдали его засоленный труп

Три эламских царя — Хумбан-Халташ III, Па’э, Таммариту и пленный арабский шейх Уайатэ были запряжены в колесницу Ашшурбанапала во время празднования покорения Элама. Элам стал провинцией Ассирии, прекратив независимое существование.

## Элам (Елам) в Библии
Согласно Библии, Елам (родоначальник Элама) был старшим из детей Сима (Быт. 10:22). Ещё до своего падения Содом подвергся нападению войск эламского царя Кедорлаомера, который действовал в союзе с царём Сеннаара (Быт. 14:1—11). Эламиты славились своими лучниками (Иер. 49:35), однако были завоеваны ассирийцами и частично поселены в Самарии (Езд. 4:9, 10).
Библия упоминает Сузы, как город эламской земли (Дан. 8:2).

## Религия эламитов

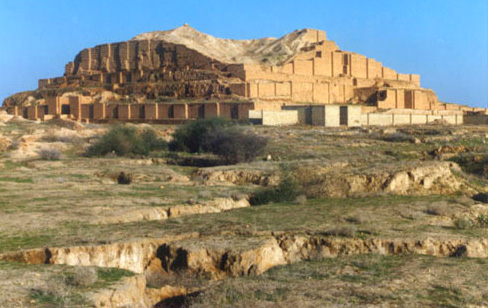
Зиккурат в Дур-Унташе, 1300 год до н. э.

Религия эламитов — политеизм — имела многие черты, сближавшие её с религиями соседней Месопотамии. Испытывала влияние географически близкой к ней шумеро-аккадской мифологии. Одной из наиболее характерных черт было почитание змеи как символа изобилия, плодородия и вечности. По верованиям эламитов, каждое божество обладало магической силой «китен». Под её защитой находилась власть царя, который воплощал волю богов, которая могла превращаться в металлический или каменный знак — табу.
Главным божеством в III тысячелетии до н. э. была богиня Пиненкир. Имелись ещё две богини-матери — Парти и Киририша. С начала II тысячелетия до н. э. Пиненкир была вытеснена Кириришей. К середине II тысячелетия до н. э. Киририша уступает ведущее место мужскому богу Хумпану. Большое значение играл также культ бога города Сузы Иншушинака. Во II—I тысячелетии до н. э. Хумпан, Иншушинак и Киририша составили ведущую триаду пантеона. Лидером триады считался Иншушинак. Другие известные боги — Хутран (сын Хумпана), Манзат, Наххунте, Нарунди и др.
Богам приносили жертвы и поклонялись в храмах, построенных наподобие месопотамских на вершинах ступенчатых пирамид — зиккуратов. Такой зиккурат сохранился в нынешнем Чога-Занбиль. Он построен царём Унташ-Напиришей. Кроме того, известны обряды поклонения богам в священных рощах, которые росли близ храмов.